# Тетфорд (Саффолк)
Тетфорд — місто та парафія в графстві Норфолк округу Брекленд. Він розташований на дорозі A11, головній дорозі між Норвічем і Лондоном, на південь від Тетфордського лісу. За переписом 2001 року в місті Тетфорд було визначено 21 588 жителів.

## Історія

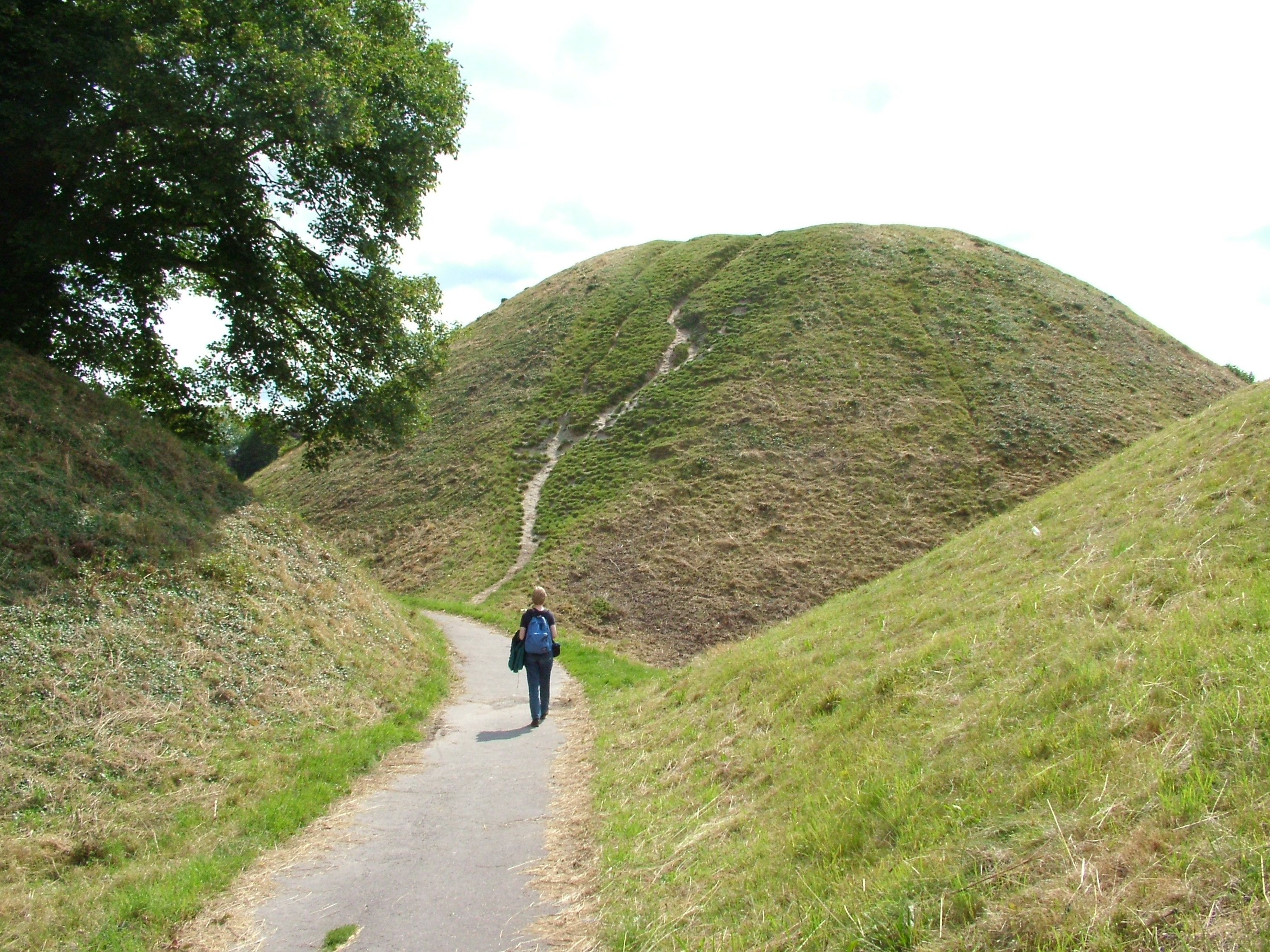
Замкова гора

Традиційно Тетфорд вважається резиденцією Будікки, королеви Іценів. Іцени були кельтським племенем, що мешкало в Норфолку та частині Кембриджширу. Археологічні розкопки показали, що це місце було важливим племінним центром пізньої залізної доби та раннього римського періоду. Під час розкопок виявлено обрядовий гай. Через Тетфорд проходила римська дорога Ікнілд-Вей.
Тетфорд був важливим бродом через Літл-Уз і отримав свою назву від брід англосаксонського Теода або народний брід. На честь міста була названа сусідня річка Тет.
В англосаксонські часи Тетфорд був як резиденцією королів Східної Англії, так і єпископською резиденцією. У 869 році Тетфорд був зимовим табором Великої армії данських вікінгів, яка наступного року після битви при Гоксні та смерті останнього короля Східної Англії, Едмунда, включила всю Східну Англію до своїх домініонів, пізніше Данелаґ. Таким чином, Східна Англія перестала існувати як окреме утворення. Тетфорд також згадується в 1085 році в Книзі Судного дня, яка була написана після завоювання Англії норманами. Нормани побудували замок у формі вежі на Замковій горі, найвищому замковому валу в Англії.
У 1103 році в Тетфорді англо-нормандський дворянин Роджер Біґод заснував монастир. З секуляризацією англійських монастирів за Генріха VIII. (що княжив у 1509-1547), абатство, яке стало магнітом для паломників у Середньовіччі завдяки чуду Марії, було розпущене в 1536 році і занепало.

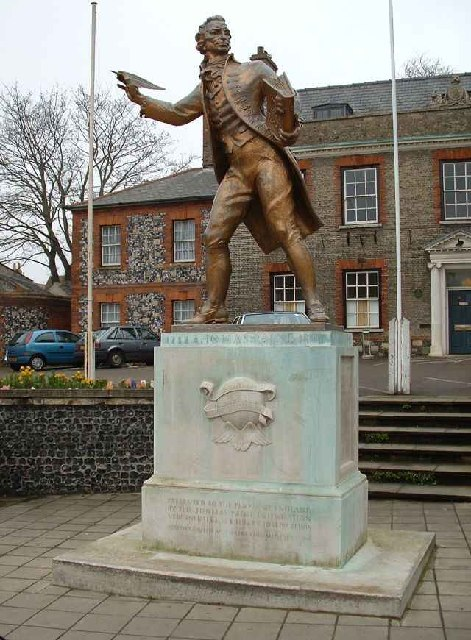
Статуя Томаса Пейна

Тетфорд є місцем народження Томаса Пейна (1737–1809), одного з батьків- засновників Сполучених Штатів. Його вшановує статуя на Кінґ-стріт із пером у руках і його відомою книгою «Права людини». Ця книга також популяризувала Французьку революцію за межами Франції.

## Події
Тетфорд приймає щорічний астрономічний фестиваль осіннього рівнодення. Тетфорд також є домом для британської Зоряної вечірки, оскільки розташування в сільській місцевості з невеликими перешкодами від штучного світла, дозволяє у відносно темному нічному небі успішно спостерігати зорі. Щорічний концерт під назвою STORM також базується в Тетфорді.

## Транспорт

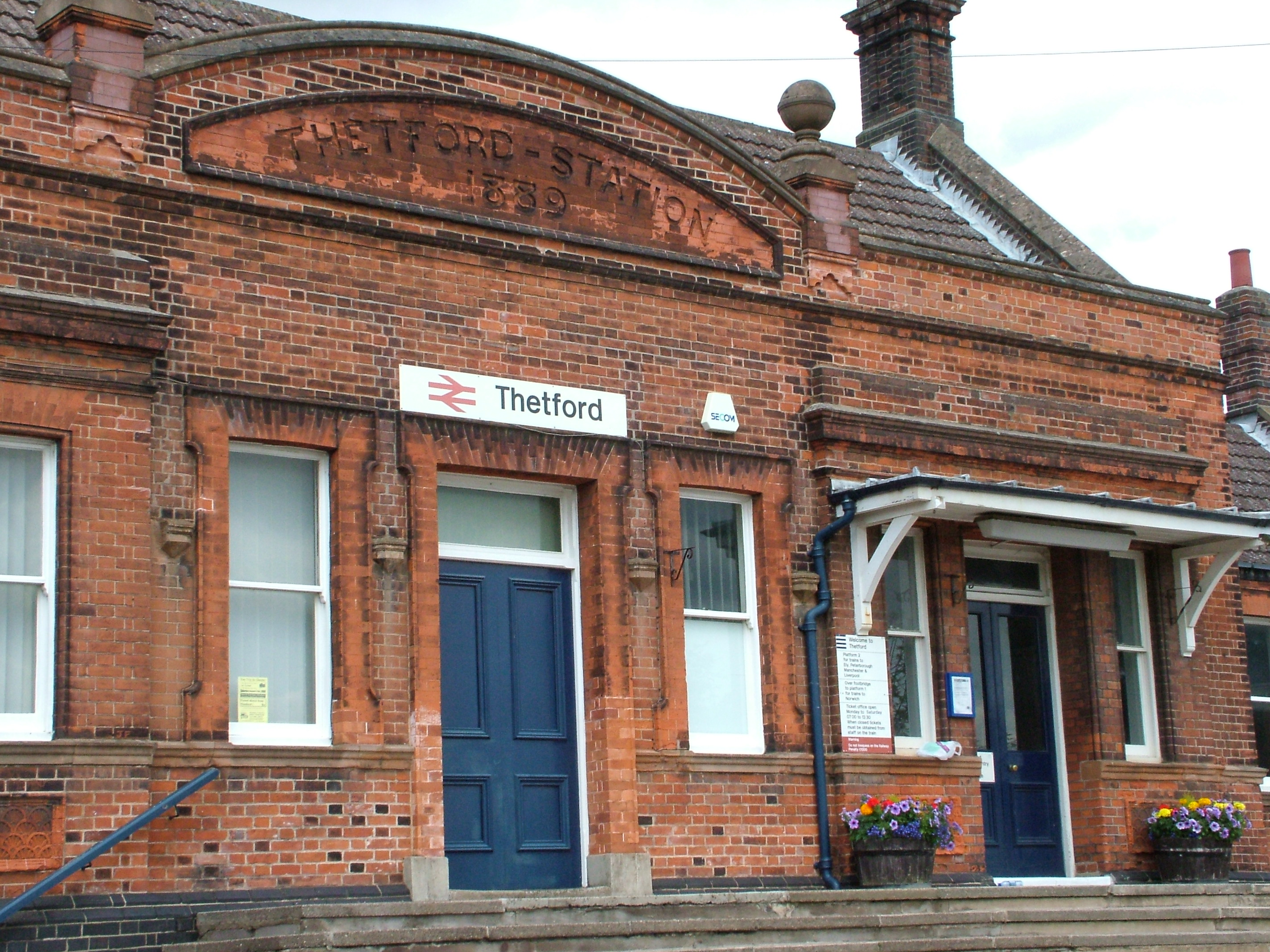
Станція Тетфорд

Тетфорд знаходиться на A11 між Норвічем і Лондоном. У 1990-х роках була збудована об’їзна дорога.
Залізничне сполучення між Норвічем і Кембриджем обслуговує станція Тетфорд. Однак філія до Бері-Сент-Едмундс була закрита в 1960-х роках через нерентабельність.
Національний веломаршрут 13 пролягає від Тетфорда до Ґейтлі біля Факенгема.

## Промисловість
Tulip International, один із найбільших у Великобританії виробників шинки та свинини, керує виробничим підприємством у Тетфорді. Завод відкрито в 1966 році. У 2007 році виробництво шинки припинили, але смажену продукцію тут виготовляють досі.

## Екскурсійні принади

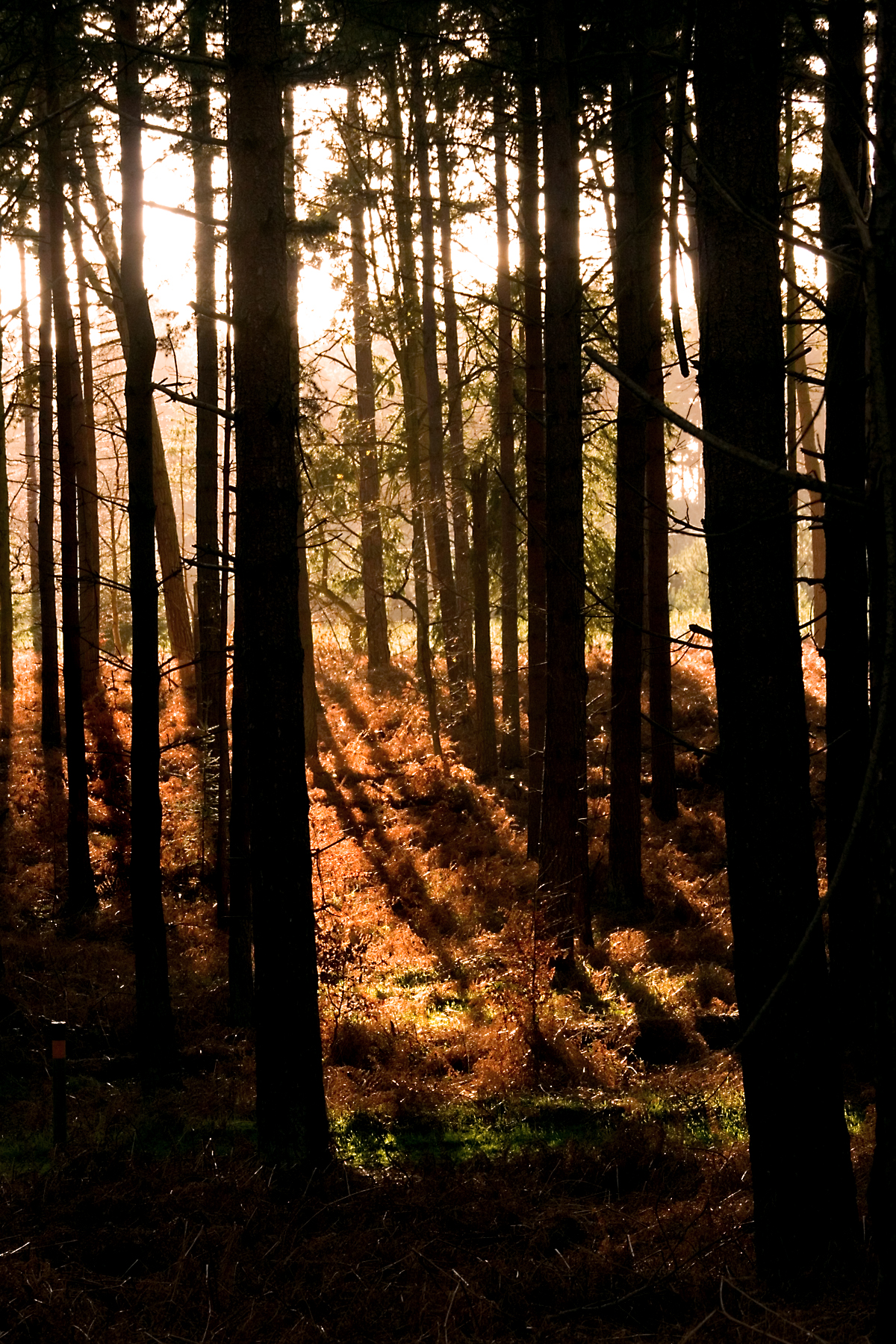
Тетфордський ліс

Замкова гора — рукотворний пагорб залізної доби. У часи середьовіччя він мав норманський замок на пагорбі. Сьогодні пагорб є громадським парком, і з його вершини відкривається широкий краєвид на Тетфорд.
Тетфордське абатство – це руїни монастиря, ліквідованого в 1536 році, оточені парком. Це був один із найважливіших монастирів у Східній Англії свого часу. Після об’явлення Марії було вирішено побудувати каплицю на честь Богородиці. Під час будівництва в старій статуї були знайдені реліквії, що зробило це місце місцем паломництва. Хоча деякі ранні члени династії Тюдорів були поховані тут, навіть це не захистило від розпуску монастиря Генріхом VIII. Збереглися руїни костелу, монастирські будівлі, резиденція настоятеля та повна надбрамна будівля XIV ст.
Місто також відоме своїми португальськими та східноєвропейськими магазинами та кафе.
Тетфордський ліс був закладений навколо міста після Першої світової війни. Метою було створити запаси деревини. В результаті війни деревина повільно зростаючих порід, таких як дуб, бук або ясен, стала дефіцитною.
Також неподалік від Тетфорда поблизу Брендона знаходиться Ґраймс-Ґрейвс, неолітична шахта для видобутку кременю.

## Спорт
У селі Юстон біля Тетфорда знаходиться Euston Park Endurance, міжнародне місце проведення змагань з верхової їзди на витривалість. У 2012 році там проходив Чемпіонат світу з перегонів на витривалість.

## Міста-побратими
- Гюрт поблизу Кельна, Німеччина
- Скавіна поблизу Кракова, Польща
- Спейкеніссе поблизу Роттердама, Нідерланди
- Лез-Юліс поблизу Парижа, Франція

## Вебпосилання
- Інформація від Genuki Norfolk
- Веб-сайт Thetford Tourism